# فرودگاه شهری گاردنر (ماساچوست)
فرودگاه شهری گاردنر (ماساچوست) (به انگلیسی: Gardner Municipal Airport (Massachusetts)) یک فرودگاه همگانی بهره‌برداری هوایی با کد یاتا GDM است که یک باند فرود آسفالت دارد و طول باند آن ۹۱۴ متر است. این فرودگاه در کشور ایالات متحده آمریکا قرار دارد و در ارتفاع ۲۹۱ متری از سطح دریا واقع شده‌است.